# Thézey-Saint-Martin
Thézey-Saint-Martin és un municipi francès situat al departament de Meurthe i Mosel·la i a la regió del Gran Est. L'any 2007 tenia 197 habitants.

## Demografia

### Població
El 2007 la població de fet de Thézey-Saint-Martin era de 197 persones. Hi havia 72 famílies, de les quals 16 eren unipersonals (12 homes vivint sols i 4 dones vivint soles), 24 parelles sense fills i 32 parelles amb fills.
La població ha evolucionat segons el següent gràfic:
Habitants censats

### Habitatges
El 2007 hi havia 84 habitatges, 72 eren l'habitatge principal de la família, 4 eren segones residències i 8 estaven desocupats. 82 eren cases i 2 eren apartaments. Dels 72 habitatges principals, 62 estaven ocupats pels seus propietaris, 6 estaven llogats i ocupats pels llogaters i 4 estaven cedits a títol gratuït; 6 tenien tres cambres, 15 en tenien quatre i 51 en tenien cinc o més. 53 habitatges disposaven pel capbaix d'una plaça de pàrquing. A 28 habitatges hi havia un automòbil i a 40 n'hi havia dos o més.

### Piràmide de població
La piràmide de població per edats i sexe el 2009 era:
| Homes | Edats   | Dones |
| ----- | ------- | ----- |
| 0     | 95 o +  | 0     |
| 0     | 90 a 94 | 0     |
| 0     | 85 a 89 | 0     |
| 0     | 80 a 84 | 4     |
| 4     | 75 a 79 | 4     |
| 0     | 70 a 74 | 0     |
| 12    | 65 a 69 | 0     |
| 0     | 60 a 64 | 4     |
| 12    | 55 a 59 | 4     |
| 4     | 50 a 54 | 12    |
| 0     | 45 a 49 | 8     |
| 4     | 40 a 44 | 0     |
| 12    | 35 a 39 | 12    |
| 4     | 30 a 34 | 8     |
| 8     | 25 a 29 | 4     |
| 4     | 20 a 24 | 4     |
| 8     | 15 a 19 | 0     |
| 16    | 10 a 14 | 4     |
| 12    | 5 a 9   | 12    |
| 8     | 0 a 4   | 8     |

## Economia
El 2007 la població en edat de treballar era de 135 persones, 94 eren actives i 41 eren inactives. De les 94 persones actives 88 estaven ocupades (53 homes i 35 dones) i 6 estaven aturades (3 homes i 3 dones). De les 41 persones inactives 10 estaven jubilades, 14 estaven estudiant i 17 estaven classificades com a «altres inactius».

### Ingressos
El 2009 a Thézey-Saint-Martin hi havia 71 unitats fiscals que integraven 198 persones, la mediana anual d'ingressos fiscals per persona era de 18.191 €.

### Activitats econòmiques
Dels 8 establiments que hi havia el 2007, 2 eren d'empreses de comerç i reparació d'automòbils, 1 d'una empresa d'informació i comunicació, 2 d'empreses immobiliàries, 1 d'una empresa de serveis i 2 d'entitats de l'administració pública.
L'any 2000 a Thézey-Saint-Martin hi havia 13 explotacions agrícoles que ocupaven un total de 708 hectàrees.

## Equipaments sanitaris i escolars
El 2009 hi havia una escola elemental integrada dins d'un grup escolar amb les comunes properes formant una escola dispersa.

## Poblacions més properes
El següent diagrama mostra les poblacions més properes.